# Olympische Winterspiele 1924/Eisschnelllauf – Mehrkampf (Männer)
Das Mehrkampf im Eisschnelllauf bei den Olympischen Winterspielen 1924 wurde vom 26. bis 27. Januar im Stade Olympique de Chamonix ausgetragen. Es war der bisher einzige Mehrkampf in der olympischen Geschichte.
Die Wertung des Mehrkampfs ergab sich aus der Summe der vier Einzelwettkämpfe. Jeder Athlet erhielt für jeden Wettkampf eine Punktzahl, welche dem erreichten Rang entsprach. Der Athlet mit den wenigsten Punkten war der Sieger.
Insgesamt nahmen 23 Athleten teil, davon kamen jedoch nur 9, die in allen vier Rennen starteten, in die Wertung.
Olympiasieger wurde der Finne Clas Thunberg. Silber gewann Roald Larsen aus Norwegen und Thunbergs Landsmann Julius Skutnabb sicherte sich die Bronzemedaille.

## Ergebnisse
| Rang                   | Athlet          | Nation     | Punkte | Punkte | Punkte | Punkte   | Punkte |
| Rang                   | Athlet          | Nation     | 500 m  | 1500 m | 5000 m | 10.000 m | Gesamt |
| ---------------------- | --------------- | ---------- | ------ | ------ | ------ | -------- | ------ |
| 1                      | Clas Thunberg   | Finnland   | 1.5    | 1      | 1      | 2        | 5,5    |
| 2                      | Roald Larsen    | Norwegen   | 1.5    | 2      | 3      | 3        | 9,5    |
| 3                      | Julius Skutnabb | Finnland   | 4      | 4      | 2      | 1        | 11     |
| 4                      | Harald Strøm    | Norwegen   | 3      | 5      | 5      | 4        | 17     |
| 5                      | Sigurd Moen     | Norwegen   | 5      | 3      | 4      | 5        | 17     |
| 6                      | Léon Quaglia    | Frankreich | 6      | 7      | 6      | 6        | 25     |
| 7                      | Alberts Rumba   | Lettland   | 7      | 6      | 8      | 8        | 27     |
| 8                      | Leon Jucewicz   | Polen      | 8      | 8      | 11     | 9        | 32     |
| 9                      | André Gegout    | Frankreich | 9      | 9      | 13     | 10       | 36     |
|                        | Asser Wallenius | Finnland   | 3      | DNF    | 7      | 7        | DNF    |
| Georges de Wilde       | Frankreich      | 16         | 13     | 14     | DNF    | DNF      |        |
| Gaston Van Hazebroeck  | Belgien         | 17         | 12     | 12     | DNS    | DNF      |        |
| Axel Blomqvist         | Schweden        | 4          | 10     | 10     | DNS    | DNF      |        |
| Eric Blomgren          | Schweden        | 8          | 9      | 9      | DNS    | DNF      |        |
| Charles Gorman         | Kanada          | 5          | 7      |        |        | DNF      |        |
| Albert Hassler         | Frankreich      | 13         | DNS    | DNS    |        | DNF      |        |
| Frederick Dix          | Großbritannien  | 18         | DNS    | DNS    |        | DNF      |        |
| Bernard Sutton         | Großbritannien  | 20         | DNS    | DNS    |        | DNF      |        |
| Cyril Horn             | Großbritannien  | 22         | DNS    | DNS    |        | DNF      |        |
| Louis De Ridder        | Belgien         | 14         | 14     | DNS    |        | DNF      |        |
| Philippe Van Volckxsom | Belgien         | 18         | 15     | DNS    |        | DNF      |        |
| Marcel Moens           | Belgien         | 21         | 16     | 16     | DNS    | DNF      |        |
| Albert Tebbit          | Großbritannien  | DNS        | DNS    | 15     | DNS    | DNF      |        |